# Drewer
Drewer ist ein Stadtteil in der Stadt Rüthen im Kreis Soest in Nordrhein-Westfalen. Zum 31. Dezember 2024 hatte die Ortschaft 735 Einwohner.

## Lage
Drewer liegt ca. 300 m über NN am Haarstrang und befindet sich nordöstlich von Belecke (Stadt Warstein). Die Gemarkung des Ortes hat eine Fläche von 7,23 km². Damit betrug die Bevölkerungsdichte 102 Einwohner je km² am Ende des Jahres 2024.

## Geschichte
Der Ort Drewer bei Rüthen wird erstmals zweifelsfrei in Urkundenkonkordanzen des Erzbischofs Heinrich I. von Köln und des Abtes Hermann von Corvey vom August 1230 schriftlich erwähnt. Nach dem Stand der wissenschaftlichen Ortsnamenforschung von 2009 bezieht sich der im Großraum Westfalen häufiger vorkommende Ortsname Drewer mit hoher Wahrscheinlichkeit auf die Lage dieser Orte an Gewässern. So fließt von Drewer bei Rüthen aus die Große Dümecke, deren Quelle in der Ortsmitte als Born bekannt und sichtbar ist, in die Möhne. Bei der Deutung des Ortsnamens ist „ausgehend von dem in mnd. drif bezeugten Bedeutungsbereich ‚Triebkraft, Strömung‘ an eine ‚Stelle mit Strömung‘ zu denken, eine Bezeichnung also, die sich auf die Große Dümecke bezogen hätte. […] Für Drewer sind also als Deutung ‚Stelle mit Strömung‘ oder ein Gewässername möglich, der mit ‚die Strömende‘ umschrieben werden kann.“
Drewer gehörte seit 1536 zum Gogericht Rüthen im kurkölnischen Herzogtum Westfalen. In den 1590er Jahren war Drewer Schauplatz der Hexenverfolgung. Im Jahre 1732 wurde der Schützenverein Drewer gegründet. 1737 wurde eine Kapelle zu Ehren des Hl. Hubertus erbaut. 1802 erfolgte die Annexion des Herzogtums Westfalens an Hessen-Darmstadt. Die Gografschaften wurden aufgelöst und 1811 entstand der Schultheißbezirk Drewer. 1815 kam Drewer an das Königreich Preußen und 1816 zum Kreis Lippstadt. 1826 entstand hieraus die Gemeinde Drewer, die der Bürgermeisterei Rüthen unterstellt wurde. 1837 löste sich die Bürgermeisterei Rüthen auf und Drewer kam in das Amt Altenrüthen. Dieses wurde 1937 in „Amt Rüthen“ umbenannt. In den Jahren 1936–38 wurde die Kapelle nach Norden hin zu einer Kirche in Basilikaform erweitert. 1966 erhielt die Kirche in Drewer eine neue Orgel. 1974 wurde die Schützenhalle eingeweiht. Am 1. Januar 1975 erfolgte mit der Gebietsreform (kommunale Neugliederung, § 50 Münster/Hamm-Gesetz) die Eingliederung der Gemeinde Drewer nach Rüthen. Zu dieser Zeit vergrößerte sich die Ortschaft um zwei Neubaugebiete im Norden zum Haarstrang sowie im Osten „Am Wiggestät“, was sich auch im Zuwachs der Einwohnerzahl widerspiegelt. In den Jahren 1996/97 wurde die Schützenhalle um einen Gemeinschaftsraum erweitert. 1997 erfolgte eine umfangreiche Innenrenovierung der Kirche, wobei der alte Teil der Hubertuskirche restauriert und alte Fresken (von 1912?) unter den drei Rundbögen des zweijochigen Sterngewölbes wieder freigelegt wurden. Der goldfarbene Barockaltar kam 1998 in die frisch renovierte Kirche. Von der historischen Bebauung ist in Drewer nicht viel übrig geblieben. Ein Kleinod ist das Vierständer-Fachwerkhaus Am Knapp 3a aus dem Jahre 1630. Das Gebäude ist aufgrund seiner frühen Aufgabe in den 1950er Jahren vollkommen unverbaut erhalten. In den Jahren 2014 bis 2016 wurde es von aus Bayern zugezogenen Neubürgern vor dem sicheren Verfall gerettet und denkmalgerecht saniert.

### Einwohnerentwicklung
| - 1861: 349 Einwohner - 1939: 481 Einwohner - 1950: 586 Einwohner - 1961: 513 Einwohner - 1970: 609 Einwohner - 1974: 661 Einwohner - 1975: 649 Einwohner - 1990: 813 Einwohner | - 2000: 784 Einwohner - 2006: 770 Einwohner - 2009: 780 Einwohner - 2011: 742 Einwohner - 2013: 710 Einwohner - 2014: 703 Einwohner - 2015: 693 Einwohner - 2020: 704 Einwohner | - 2022: 738 Einwohner - 2023: 716 Einwohner - 2024: 735 Einwohner |

## Politik
Ortsvorsteher ist Bernd Cordes (SPD).

## Freizeit und Sport

### Vereine
Vereine im Stadtteil sind der Karnevalsverein Drewer, die Katholische Landjugendbewegung (KLJB), die Katholische Frauengemeinschaft Deutschland (kfd), der Landfrauenverein, der Landwirtschaftliche Ortsverein, die Musikkapelle Drewer, der Sportverein Drewer Breitensport e. V. und der Schützenverein St. Hubertus Drewer e. V.
Der Schützenverein nimmt in Drewer eine zentrale Funktion ein. In der Ortsmitte wurde 1974 die St.-Hubertus-Schützenhalle in Eigenleistung der Schützen errichtet. Sie dient als Mehrzweckhalle mit einem Sportboden vielen Aktivitäten aller ortsansässiger Vereine sowie Ferienfreizeiten von Jugendorganisationen. 1997 wurde das Gebäude um einen zeitgemäßen Gesellschaftsraum mit behindertengerechter Toilettenanlage erweitert. Die Karnevalsvereine und Gruppierungen nehmen in jedem Jahr mit zahlreichen Wagen und Fußgruppen am Rosenmontagszug in Belecke teil. Außerdem werden in jedem Jahr zwei Kappensitzungen veranstaltet, deren Programm sich größtenteils aus heimischen Akteuren zusammenstellt.

## Wirtschaft und Infrastruktur

### Wirtschaft
In einem Stollen bei Drewer – „Vollands Knapp“ genannt – wurden kleinere Mengen Kohle abgebaut. Sie diente dem örtlichen Schmied als Brennstoff. Im 19. Jahrhundert wurde in zwei Steinbrüchen außerhalb des Ortes Quarzgestein für den Straßenbau abgebaut. In der Ortsmitte befand sich lange Jahre eine Molkerei, dessen Gebäude später einer Spezialschraubenfabrik diente. Ende der fünfziger Jahre baute die bäuerliche Genossenschaft ein großes Wirtschaftsgebäude.
Im Zuge von Strukturveränderungen des ländlichen Raumes verlor der Ort Grundschule, Postfiliale und Geldinstitut. Die landwirtschaftliche Genossenschaft fusionierte und siedelte, wie auch die Fabrik, in ein Gewerbegebiet aus. Das Wirtschaftsgebäude wurde abgerissen, es entstanden Bauplätze. Das einzig verbliebene Lebensmittelgeschäft schloss.
Aktuell ist Drewer ein von der Landwirtschaft geprägter Ort, wenngleich von einer Vielzahl (noch bis in die frühen 1980er Jahre) aktiv bewirtschafteter Höfe, nur noch wenige große Betriebe arbeiten. Zahlreiche Ackerflächen in der Feldflur am Haarstrang sind nun Standorte für Windräder zur Energiegewinnung und gehören zu NRWs größtem Windpark.
In den Hallen der Spezialschraubenfabrik siedelten im Laufe der Zeit neue Unternehmen an, so findet sich jetzt ein Transport und Containerservice sowie ein Veranstaltungsservice in den Gebäuden.

### Bildung
Drewer besaß eine Dorfschule, neben der (katholischen) St.-Hubertus-Kirche. Später dann eine Grundschule mit einem Einzugsbereich der umliegenden Dörfer Effeln (bis 1975) Menzel und Altenrüthen. Die Schule wurde aufgrund stetig sinkender Schülerzahlen, bedingt durch den demografischen Wandel zum Schuljahresende 2005/2006 geschlossen.

## Persönlichkeiten
- Anna Bumewimesche, Thonies Vollandt, Johan Vollandt und Kerstein Rottstert gerieten 1593/94 in einen Hexenprozess. Am 31. März 2011 beschloss die Stadtvertretung Rüthen eine sozialethische Rehabilitation der im Bereich der heutigen Stadt Rüthen während des 16. und 17. Jahrhunderts im Rahmen der Hexenverfolgungen unschuldig verurteilten und hingerichteten Personen.
- Heribert Oel (1925–2006), Materialwissenschaftler an der Friedrich-Alexander-Universität Erlangen-Nürnberg. Sohn des langjährigen Dorfschulmeister und Heimatforschers Josef Oel. Wuchs in Drewer auf und besuchte bei seinem Vater die Volksschule.
- Gisbert Rinschede (1941–2024), Geograph und Hochschullehrer